# Belgiens filmhistoria
Den belgiska filmen förbises ofta, till förmån för dess grannländers, nederländsk och fransk film, den belgiska filmen har dock sin egen unika nationella kvalitet.

## Historia

Dansande par i ett fenakistiskop

### De första åren
Medan skapandet av cinematografen av de franska bröderna Lumiére oftast är den allmänna uppfattningen som filmmediets födelse, föregicks den av en rad utvecklingar inom fotografin som var nödvändiga för filmens skapande. Bland pionjärerna inom animationen fanns Joseph Plateau, en professor inom experimentell fysik. Plateau, som arbetade på Gents universitet, uppfann en tidig stroboskopisk anordning 1836, "fenakistiskopet". Den bestod av två skivor, en med små, lika avlägsna radiala fönster genom vilka man skulle titta, och en annan med en serie bilder. När de två skivorna roterar med rätt hastighet, skapar skivorna en animerad kortfilm. Stroboskopiska fotografier var en av de uppfinningar som slutligen ledde fram till filmens skapande.
Den första officiella filmvisningen i Belgien ägde rum den 1 mars 1896 i Kungliga gallerian i Bryssel. De följande åren flödade aktiviteten, främst av den fransmannen Charles Pathé. En av hans assistenter, Alfred Machin, startade den första produktionsstudion 1910; en del av hans filmer finns bevarade i Kungliga Filmarkivet i Bryssel. Den första belgiska filmproducenten var Hippolyte De Kempeneer, som gjorde en rad intressanta filmer fram tills hans studio brann ner 1923.

### 1930-1980
De första försöken med en riktig filmindustri ägde rum först på 1930-talet. Flera förgrundsfigurer som Charles Dekeukeleire och Henri Storck experimenterade med ny filmteknik och grundade Belgiska Dokumentärskolan, som länge betraktades som en av höjdpunkterna inom belgisk film. När ljudfilmen kom, upptäckte regissörer som Jan Vanderheyden möjligheterna med mediet, och omarbetade populära litterära verk som De Witte av Ernest Claes. De Witte blev ett centralt verk i Belgiens filmhistoria. Den var en enorm publiksuccé och fick senare en nyinspelning och en TV-serie, vilka också hyllades.
Medan försöken att göra en seriös, lång spelfilm hela tiden mötte på svårigheter, vann belgisk animerad film gott rykte internationellt, med animatörer som Raoul Servais, som vann ett flertal priser under 1960-talet och vars karriär som kröntes med Guldpalmen för bästa kortfilm 1979 för Harpya. 
Från och med 1964 kunde filmskapare få bidrag av regeringen, vilket banade väg för en ny generation filmskapare som André Delvaux (De Man Die Zijn Haar Kort Liet Knippen, efter Johan Daisnes bok), Roland Verhavert (Pallieter) och Harry Kümel.

### 1980-2000
1980-talet såg en brytning av traditionen från 1960- och 70-talen, vars filmer mer och mer uppfattades som för teatraliska eller djupt försjunkna i bondedramer, vilket ledde till ett ökat personligt filmskapande, lett av personer som Marc Didden (Brussels by Night) och Robbie De Hert (Blueberry Hill, Brylcream Boulevard). 1985 kom det ambitiösa men spektakulära misslyckandet De Leeuw van Vlaanderen, skriven och regisserad av Hugo Claus, efter Hendrik Consciences roman. Belgiska framgångar inom animerad film fortsatte med en Oscar för bästa animerade kortfilm 1987 med En grekisk tragedi av Nicole van Goethem.
Filmproduktionen i landet tog slutligen fart under 1990-talet, och fick en framskjuten internationell ställning med filmer som C'est arrivé près de chez vous (ung. Det hände nära ditt hem) (med Benoît Poelvoorde), Daens och bröderna Jean-Pierre och Luc Dardenne (Rosetta, Barnet). År 2000 nominerades Dominique Derudderes Iederen beroemd! till en Oscar för bästa utländska film.

### Idag
År 2003 kom Erik Van Looys detektivfilm De Zaak Alzheimer (internationellt känd som The Memory of a Killer). Filmen vann många priser och det har talats om en nyinspelning.
Klassiska litterära verk fortsätter att filmatiseras, speciellt i produktioner av Willem Elsschot och i samarbete med nederländska filmbolag. Belgien anordnar även flera filmfestivaler, den viktigaste bland dessa är Filmfestivalen i Ghent.

## Belgiska regissörer
- Chantal Akerman
- Yaël André
- Edmond Bernhard
- Jean-Marie Buchet
- Jan Bucquoy
- Frans Buyens
- Stijn Coninx
- Jean-Pierre och Luc Dardenne
- Robbe De Hert
- Eric de Kuyper
- Charles Dekeukeleire
- André Delvaux
- Paul Demeyer
- Dominique Deruddere
- Marc Didden
- Frederik Du Chau
- Noël Godin
- Patric Jean
- Benoît Lamy
- Boris Lehman
- Roland Lethem
- Ernst Moerman
- Picha
- Maurice Rabinowicz
- Raoul Servais
- Olivier Smolders
- Ben Stassen
- Henri Storck
- Samy Szlingerbaum
- Boris Szulzinger
- Henri d'Ursel
- Patrick Van Antwerpen
- Jan Vanderheyden
- Erik Van Looy
- Roland Verhavert
- Jan Verheyen
- Julien Vrebos
- Thierry Zéno

## Belgiska skådespel- are/erskor
- Antje De Boeck
- Koen De Bouw
- Cécile de France
- Josse de Pauw
- Jan Decleir
- Émilie Dequenne
- Jean-Claude Van Damme (bor och arbetar i USA)
- Dora Van Der Groen